# Цвейбрюккен-Битш
Графство Цвейбрюккен-Битш (нем. Grafschaft Zweibrücken-Bitsch, фр. Comté de Deux-Ponts-Bitche) — графство Священной Римской империи германской нации, которое было создано между 1286 и 1302 гг. из восточной части графства Цвейбрюккен и баронства Битш (нем. Bitsch) в Лотарингии. Оно продолжало существовать до 1570 года, а затем было разделено.

## История
Когда земли Цвейбрюккена были поделены между сыновьями графа Генриха II Цвайбрюккенского, район Лемберга и Лембергского замка перешел к старшему сыну Эберхарду I с 1286 года. В его земли также входили Морсберг, Линдер и Сааргемюнд. В 1297 году он обменялся этими тремя замками с герцогом Ферри III из Лотарингии и получил взамен замок и баронство Битш. Этот обмен территориями был снова подтвержден в 1302 году. С тех пор Эберхард называл себя графом Цвейбрюккенским и бароном Битш. Поскольку он и его потомки носили данный титул, новая территория стала именоваться Цвейбрюккен-Битш.
Первоначально другими землями управляли Эберхард I и его младший брат Вальрам I, которому была дана власть над цвейбрюккенскими землями. Они не были окончательно закреплены за ним до 1333 года. Вальрам унаследовал замок Штауф, Бергцаберн, город и аббатство Хорнбах. Эберхард получил Талайшвайлер, Пирмазенс и частичное владение замками Ландек и Линдельбрунн. В последующий период Битшу удалось приобрести несколько других земель, но только в непосредственной близости от него. В 1394 году двоюродные братья из рода Цвейбрюккенов получили часть наследства их умерших родственников, за исключением Цвейбрюккена, так как его последний граф продал Цвейбрюккен в 1385 году Курпфальцу.
В XVI веке графу Якобу в последний раз удалось установить четкую концентрацию власти в северном Эльзасе и южном Пфальце: в 1559 году он получил баронство Оксенштейн, потому что боковая линия Цвейбрюккен-Битш-Оксенштейн, существовавшая с 1485 года, пресеклась. Однако, поскольку у Якоба и его брата Симона V Векера (умер в 1540 году) были только дочери, между мужьями двоюродных сестер разгорелся спор в 1570 году после смерти Якоба, графом Филиппом I Лейнингена-Вестербургом и графом Филиппом V Ганау-Лихтенбергским. В то время как Филипп V Ганау-Лихтенбергский смог победить Филиппа I, быстрое укоренение лютеранской веры в ходе Реформации на управляемых им землях сделало его врагом могущественного римско-католического герцогства Лотарингия, а именно герцога Карла III, который являлся сюзереном Битша. В июле 1572 года войска Лотарингии заняли регион. Поскольку Филипп V не мог сравниться с военной мощью Лотарингии, он обратился за правовой помощью.

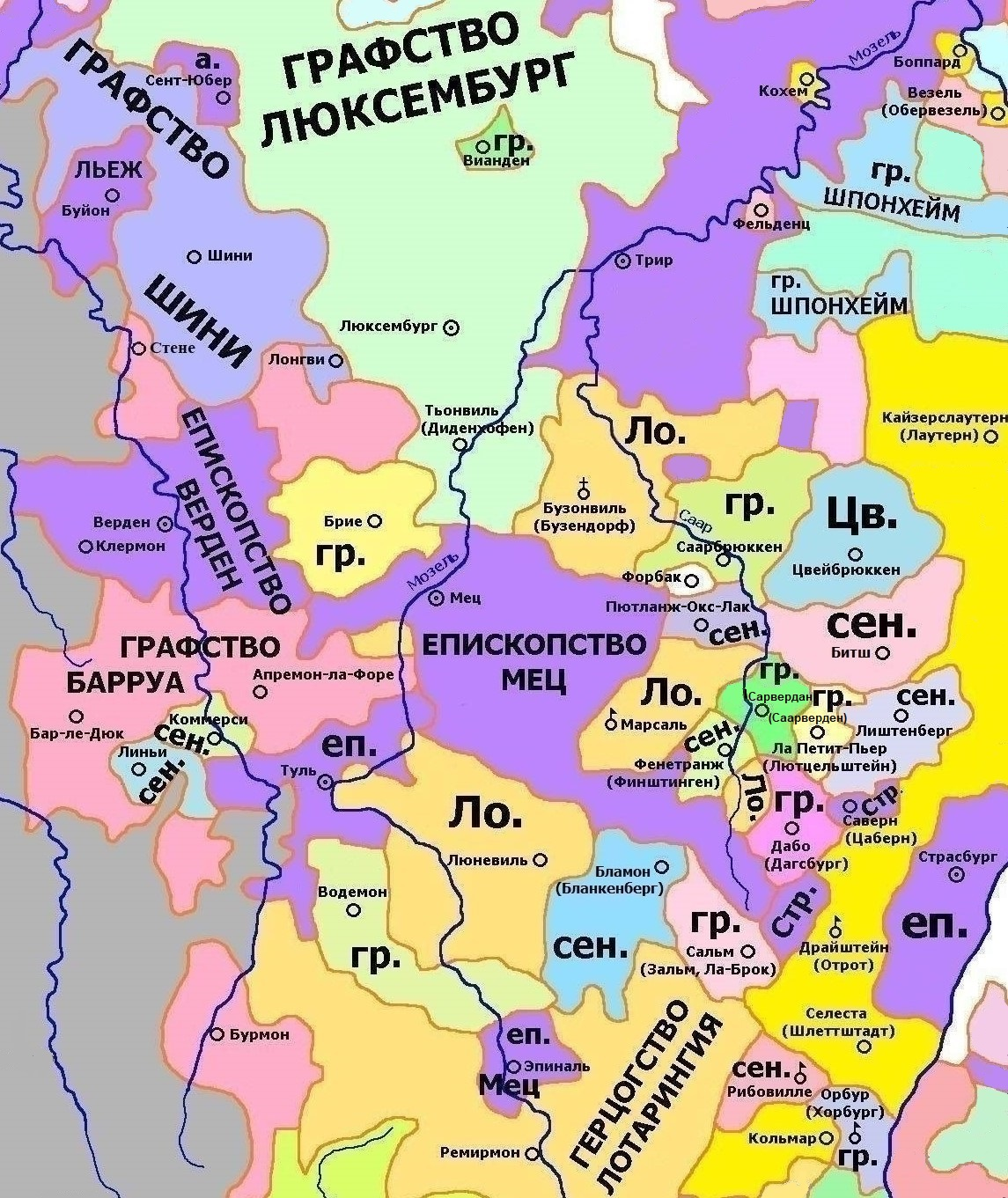
Графство Цвейбрюккен-Битш

Во время последующего судебного разбирательства в имперском камеральном суде Лотарингия смогла указать как на соглашение об обмене 1302 года, так и на тот факт, что в 1573 году она приобрела наследственные права графов Лейнингена.
В 1604 году между Ганау-Лихтенбергом и Лотарингией было заключено договорное соглашение. Это привело к тому, что район Лемберга включался в графство Ганау-Лихтенберг, а Битш — в Герцогство Лотарингия.

## Список графов Цвейбрюккен-Битш
- 13 мая 1297—1321: Эберхард I
- 1321—1355: Симон I ⚭ Агнес фон Лихтенберг
- 1355—1400: Йоханнес (Ханеманн) I
- 1400—1418: Йоханнес (Ханеманн) II
- 1418—1474: Фридрих
- 1474—1499: Симон IV Векер⚭ Элизабет фон Лихтенберг: * 1444, † 1495, наследница
- 1499—1532: Рейнхард, господин фон Лихтенберг и Битш, граф фон Цвейбрюккен ⚭ Анна фон Даун, дочь Иоганна VI, Вилд-Рейнграфа цу Даун и Кирбург (* 1470; † 25 декабря 1499) и Йоханны фон Залм; четверо детей:
  - Вильгельм (* 8 декабря 1507)
  - Элизабет ⚭ Йоханн Людвиг I фон Зульц
  - Якоб (* 19 июля 1510) ⚭ Катарина фон Хонштейн-Клеттенберг
  - Йоханна (* 10 июня 1517) ⚭ Конрад V Тюбинген-Лихтенек
- 1532—1540: Симон V Векер

- 1540—1570: Якоб (* 19 июля 1510, † 24 марта 1570 в Штюрцельбронне)